# Pamis ione
Pamis ione är en stekelart som beskrevs av Nixon 1957. Pamis ione ingår i släktet Pamis, och familjen hyllhornsteklar. Arten är reproducerande i Sverige.